# Leichtathletik-Europameisterschaften 1938/200 m der Männer

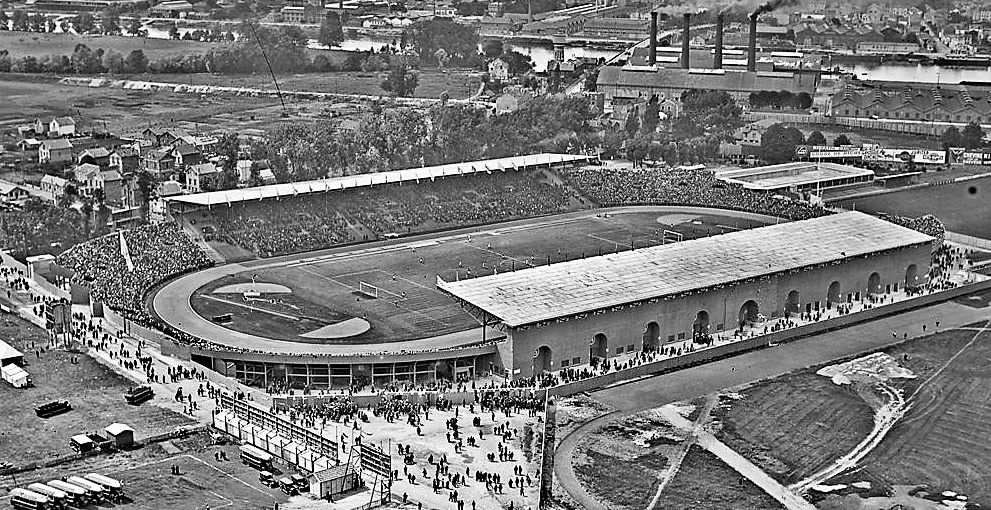
Olympiastadion in Paris 1924

Der 200-Meter-Lauf der Männer bei den Leichtathletik-Europameisterschaften 1938 wurde am 4. September 1938 im Stade Olympique der französischen Hauptstadt Paris ausgetragen.
Es siegte der Niederländer Martinus Osendarp. Vizeeuropameister wurde der Deutsche Jakob Scheuring gewann. Bronze ging an den Briten Alan Pennington.

## Rekorde

### Bestehende Rekorde
| Weltrekord, gerade Bahn   | 20,3 s – gelaufen über 220 yds = 201,168 m | Jesse Owens       | Ann Arbor, USA                    | 25. Mai 1935       |
| Weltrekord, volle Kurve   | 20,7 s                                     | Jesse Owens       | Finale OS Berlin, Deutsches Reich | 5. August 1936     |
| Europarekord, gerade Bahn | 20,9 s                                     | Helmut Körnig     | Berlin, Deutsches Reich           | 19. August 1928    |
| Europarekord, volle Kurve | 21,0 s                                     | Helmut Körnig     | Bochum, Deutsches Reich           | 26. August 1928    |
| Europarekord, volle Kurve | 21,0 s                                     | József Kovács     | Budapest, Ungarn                  | 15. Oktober 1933 a |
| Meisterschaftsrekord      | 21,5 s                                     | Christiaan Berger | EM Turin, Italien (Finale)        | 9. September 1934  |
| Meisterschaftsrekord      | 21,5 s                                     | József Sir        | EM Turin, Italien (Finale)        | 9. September 1934  |

Anmerkungen:

- Im 200-Meter-Lauf unterschied der Weltleichtathletikverband (früher "IAAF") erst ab 1951 zwischen Rekorden auf gerader Bahn und mit voller Kurve, deshalb sind oben beide Varianten aufgeführt.[3]
- a Die Zeit des József Kovács wurde nie in die Listen des Weltleichtathletikverbands übernommen.[2]

### Rekordeinstellungen / -verbesserungen
Der vor diesen Europameisterschaften bestehende Meisterschaftsrekord wurde zweimal eingestellt und einmal gesteigert. Außerdem gab es zwei Verbesserungen und eine Egalisierung eines Landesrekords.
- Europameisterschaftsrekorde:
  - 21,5 s (Egalisierung) – Martinus Osendarp (Niederlande), erstes Halbfinale
  - 21,5 s (Egalisierung) – Jakob Scheuring (Deutsches Reich), zweites Halbfinale
  - 21,2 s (Verbesserung) – Martinus Osendarp (Niederlande), Finale
- Landesrekorde:
  - 21,8 s (Verbesserung) – Julien Saelens (Belgien), dritter Vorlauf
  - 21,7 s (Verbesserung) – Julien Saelens (Belgien), zweites Halbfinale
  - 21,7 s (Egalisierung) – Julien Saelens (Belgien), Finale

## Durchführung
Der gesamte Wettbewerb wurde am 4. September abgewickelt. Die Vorläufe, Halbfinals und das Finale fanden einen Tag nach dem Wettbewerb über 100 Meter statt.

## Vorrunde
4. September 1938, 10.50 Uhr
Die Vorlaufeinteilung war nicht besonders gelungen. Es gab ein Rennen mit fünf Teilnehmern und zwei mit vier, ein Lauf fand mit nur drei Läufern statt, die aufgrund der Regeln nur ins Ziel kommen mussten, um die nächste Runde zu erreichen. Eine Einteilung mit vier Läufen zu je vier Teilnehmern wäre problemlos möglich und fairer gewesen. Eine mögliche Erklärung wären eventuelle kurzfristige Absagen.
Die Vorrunde wurde in vier Läufen durchgeführt. Für das Halbfinale qualifizierten sich pro Lauf die ersten drei Athleten – hellblau unterlegt.

### Vorlauf 1
| Platz | Name              | Nation      | Zeit (s) |
| ----- | ----------------- | ----------- | -------- |
| 1     | Andre Dessus      | Frankreich  | 24,0     |
| 2     | Paul Hänni        | Schweiz     | 26,6     |
| 3     | Martinus Osendarp | Niederlande | 27,0     |

### Vorlauf 2
| Platz | Name             | Nation         | Zeit (s) |
| ----- | ---------------- | -------------- | -------- |
| 1     | Alan Pennington  | Großbritannien | 21,8     |
| 2     | Gyula Gyenes     | Ungarn         | 22,0     |
| 3     | Bernard Marchand | Schweiz        | 22,3     |
| 4     | Oscar Stolz      | Frankreich     | 22,4     |

### Vorlauf 3
| Platz | Name            | Nation         | Zeit (s) |
| ----- | --------------- | -------------- | -------- |
| 1     | Julien Saelens  | Belgien        | 21,8 NR  |
| 2     | Kenneth Jenkins | Großbritannien | 22,2000  |
| 3     | József Sír      | Ungarn         | 22,5000  |
| 4     | Abdyl Këllezi   | Albanien       | 22,7000  |
| 5     | Xaver Frick     | Liechtenstein  | 25,6000  |

### Vorlauf 4
| Platz | Name              | Nation          | Zeit (s) |
| ----- | ----------------- | --------------- | -------- |
| 1     | Jakob Scheuring   | Deutsches Reich | 22,3     |
| 2     | Dieudonne Devrint | Belgien         | 22,5     |
| 3     | Bernard Zasłona   | Polen           | 22,5     |
| DNF   | Ruudi Toomsalu    | Estland         |          |

## Halbfinale
4. September 1938, 14 35 Uhr
In den beiden Halbfinalläufen qualifizierten sich die jeweils ersten drei Athleten – hellblau unterlegt – für das Finale.

### Lauf 1
| Platz | Name              | Nation         | Zeit (s) |
| ----- | ----------------- | -------------- | -------- |
| 1     | Martinus Osendarp | Niederlande    | 21,5 CRe |
| 2     | Kenneth Jenkins   | Großbritannien | 21,90000 |
| 3     | Gyula Gyenes      | Ungarn         | 22,00000 |
| 4     | Bernard Zasłona   | Polen          | 22,20000 |
| 5     | Bernard Marchand  | Schweiz        | 22,60000 |
| 6     | Dieudonne Devrint | Belgien        | 22,70000 |

### Lauf 2
| Platz | Name            | Nation          | Zeit (s) |
| ----- | --------------- | --------------- | -------- |
| 1     | Jakob Scheuring | Deutsches Reich | 21,5 CRe |
| 2     | Alan Pennington | Großbritannien  | 21,60000 |
| 3     | Julien Saelens  | Belgien         | 21,7 NR0 |
| 4     | Paul Hänni      | Schweiz         | 21,80000 |
| 5     | Andre Dessus    | Frankreich      | 22,10000 |
| DNS   | József Sir      | Ungarn          |          |

## Finale

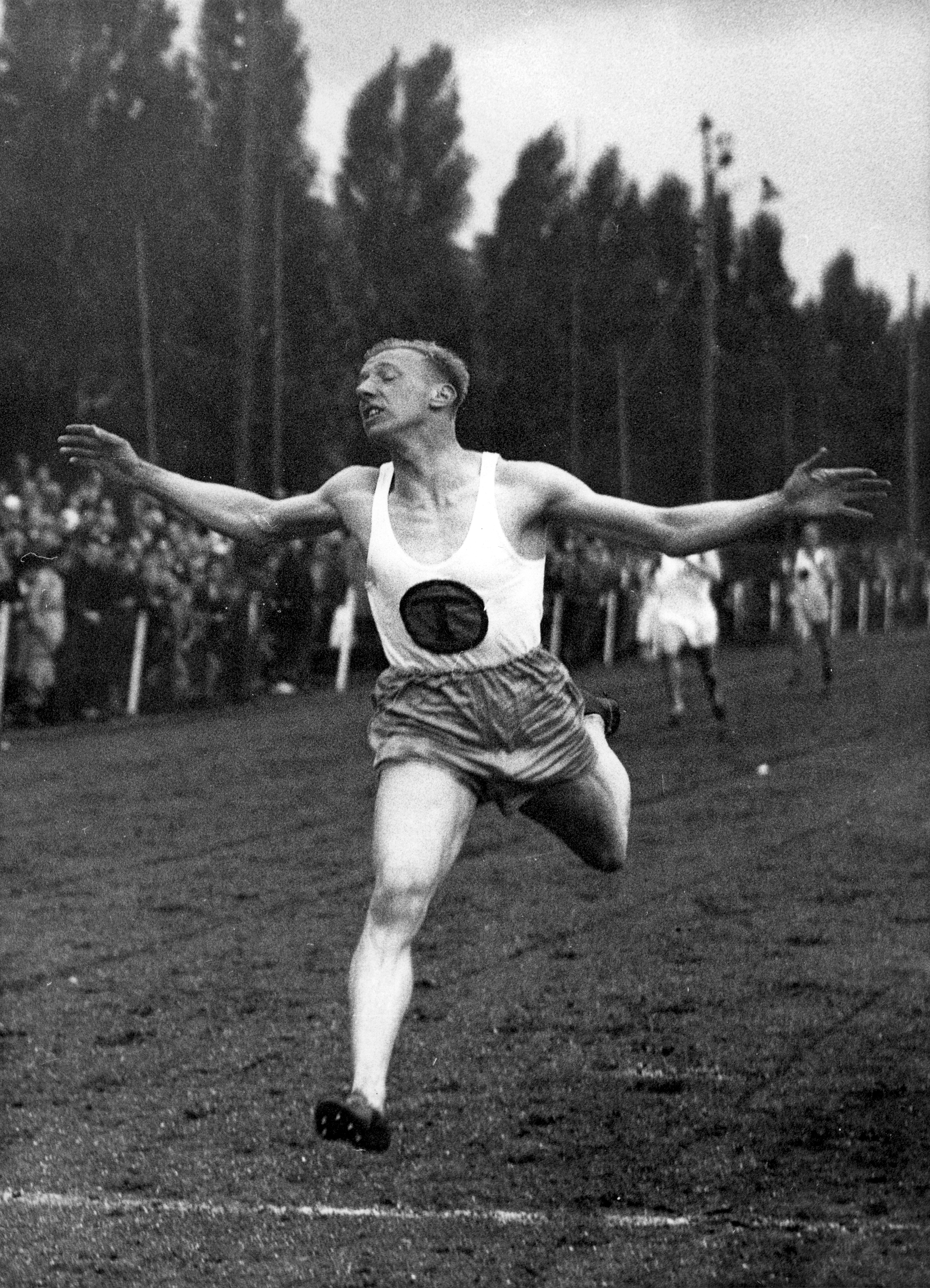
Martinus Osendarp folgte seinen Landsmann Christiaan Berger als Sprint-Doppeleuropameister

8. September 1938, 16.30 Uhr
| Platz | Name              | Nation          | Zeit (s) |
| ----- | ----------------- | --------------- | -------- |
| 1     | Martinus Osendarp | Niederlande     | 21,2 CR0 |
| 2     | Jakob Scheuring   | Deutsches Reich | 21,60000 |
| 3     | Alan Pennington   | Großbritannien  | 21,60000 |
| 4     | Julien Saelens    | Belgien         | 21,7 NRe |
| 5     | Gyula Gyenes      | Ungarn          | 22,10000 |
| 6     | Kenneth Jenkins   | Großbritannien  | 22,10000 |